# SUPERGIRL
「SUPERGIRL」（スーパーガール）は、日本の女性アイドルグループFolder5の1枚目のシングル。2000年5月10日にavex tuneより発売された。

## 解説
- Folderの女子メンバー5人で構成された「Folder5」としての最初のシングルである。
- イギリスの音楽グループ、スーパーガール（Supergirl）の「恋するスーパーガール」（My Name Is Supergirl）のカバー。
- ロッテ「ソフ王」のCMソング、日本テレビ系「TVおじゃマンボウ」エンディング・テーマ。本作発売の半年ほど前の1999年秋にフジテレビ系「プロ野球ニュース」のイメージ・ソングとしてオンエアされていた。

## 収録曲
1. SUPERGIRL
（日本語詞：サエキけんぞう / 作詞：トニー・ギバー / 作曲：トニーギバー、ダニー・サクソン、S.G.P / 編曲：緒津大陸）
1stオリジナルアルバム『HYPER GROOVE 1』、ベストアルバム『Folder+Folder 5 SINGLE COLLECTION and more」「Folder+Folder 5 COMPLETE BOX』など数々のアルバムに収録されている。
2. ADVENTURE
（作詞：サエキけんぞう / 作曲・編曲：BULGE）
3. SUPERGIRL (New Funk Mix)
4. SUPERGIRL (Groove That Soul Mix)
5. SUPERGIRL (instrumantal)